# Оторби, Давид
Давид Оторби Эджедедаве (исп. David Otorbi Ejededawe; родился 16 октября 2007, Валенсия, Испания) — испанский футболист, вингер клуба «Валенсия».

## Клубная карьера
Воспитанник «Валенсии». 7 января 2024 года дебютировал за основную команду клуба, выйдя на замену в матче Кубка Испании против «Картахены». 17 августа 2024 года дебютировал в Ла Лиге в матче против «Барселоны».

## Карьера в сборной
Выступал за сборные Испании до 15 и до 16 лет. Вместе со сборной Испании до 17 лет выступал на чемпионате Европы.